# Romano Benet
Romano Benet (* 20. April 1962 in Tarvisio, Provinz Udine) ist ein italienischer Bergführer, Abenteurer und Förster. Er gehört zu den erfolgreichsten italienischen Höhenbergsteigern. Seit 1989 ist er mit seiner ständigen Seilpartnerin Nives Meroi verheiratet. Nach zahlreichen Erstbegehungen in den Julischen Alpen entwickelten sie sich als Team allmählich zu Extrembergsteigern. Sie sind auch an den Achttausendern des Himalaya ausnahmslos zusammen unterwegs. Dabei verzichten sie auf die Zuhilfenahme von Flaschensauerstoff. Gemeinsam bestiegen Romano Benet und Nives Meroi alle 14 Achttausender. Sie sind das erste Ehepaar, dem das gelang.
Romano Benet wohnt mit Neves Meroi in Fusine Laghi, einer kleinen Ortschaft der Fraktion Fusine, Gemeinde Tarvis, Provinz Udine, Region Friaul-Julisch Venezien.

## Stil und Art der Expeditionen
Alle Unternehmungen zu den Bergen im Himalaya sind Kleinexpeditionen. Benet und Meroi beschränken sich auf minimale Ausrüstung und einen engen befreundeten Teilnehmerkreis, zu dem meist Luca Vuerich († 2010) gehörte. Diese Konzeption ermöglicht eine flexible Gestaltung der Unternehmen, zudem kann auf die umfassende Unterstützung durch einen Sponsor verzichtet werden. Alle von Romano Benet erstiegenen Achttausender wurden ohne zusätzlichen Sauerstoff und Fremdunterstützung erreicht.

## Chronik
Nach dem Abbruch der Besteigung des Kangchendzönga im Jahre 2009 wegen akuter Erschöpfungszustände auf rund 7500 Metern Höhe, begab sich Romano Benet mit der Rückkehr nach Italien in medizinische Behandlung. Eine Gehirnblutung konnte zwar schon vor Ort ausgeschlossen werden, aber alles deutete dennoch auf eine ernsthafte Erkrankung hin. Erst Mitte August 2011 gab Nives Meroi bekannt, dass bei ihrem Mann zwei Jahre zuvor eine schwere Knochenmarkaplasie diagnostiziert wurde. Zu seiner Genesung waren unter anderem zwei Knochenmarktransplantationen und eine lange Isolationsphase notwendig. Romano Benet sah in der gemeinsamen Bewältigung seiner Krankheit „die Besteigung des fünfzehnten Achttausenders, dem Wichtigsten“. Zudem stellte er fest: „Der Krankheit entgegnet man wie dem Berg: einen Schritt nach dem anderen, in Demut und ohne je den Mut zu verlieren“. Nach einem Neuanfang Sommer 2011 mit leichteren Besteigungen in den Alpen ist Herbst desselben Jahres ein Trekking im Himalaya geplant. Dort wird sich entscheiden, ob Romano Benet überhaupt wieder in große Höhen aufbrechen kann.

## Chronologie der Expeditionen und Erfolge
- 1994 Versuch des K2 über die NW-Wand auf teilweise neuer Route mit Nives Meroi und Filippo Sala zu durchsteigen, 8450 m werden erreicht.
- 1995 Bhagirathi II (6450 m) im Garhwal-Himalaya, Neuroute an der Nordwand, Neuroute im Abstieg über die Südwand, anschließende Besteigung über den Normalweg.
- 1996 Mount Everest, auf 8000 m wegen der schlechten Wetterbedingungen am Nordgrat gescheitert.
- 1998 Nanga Parbat, erster Achttausender-Gipfel, vom letzten Lager der Kingshofer-Route in nur neun Stunden zum Gipfel.
- 1999 Gipfel des Shisha Pangma, nur 10 Tage später Gipfel des Cho Oyu, Versuch am Mount Everest.
- 2000 Versuche der Besteigung der bis dahin undurchstiegenen Nordseite des Gasherbrum II, eines der letzten „Probleme“ des Himalaya. Schlechte Witterung verhindert einen Erfolg, fünf schwierigere Sechstausender können dennoch erstmals erstiegen werden.
- 2001 Mazeno Peak (7120 m), die politische Situation nach den Ereignissen des 11. September führt zum frühzeitigen Abbruch der „Dreier“-Expedition (Benet-Meroi-Vuerich) und verhindert so eine erfolgreiche Erstdurchsteigung der schwierigen kombinierten 3000 Meter hohen Nordwand im Alpinstil.
- 2003 erst zweite Seilschaft insgesamt und Nives Meroi als erste Frau überhaupt, die die drei 8000er der Gasherbrum-Gruppe (Gasherbrum I, Gasherbrum II und Broad Peak) hintereinander besteigt. Romano Benet, Nives Meroi und Luca Vuerich brauchen dazu 20 Tage, 1983 brauchten Erhard Loretan, Marcel Ruedi und Jean-Claude Sonnenwyl dafür 15 bzw. letzterer 17 Tage. Versuch des K2 von Norden.
- 2004 Gipfel des Lhotse mit Ehefrau und Luca Vuerich. Ein Besteigungsversuch des K2 über die Nordseite zum 50-Jahre-Jubiläum seiner Erstbesteigung musste wegen schlechter Wetterbedingungen abgebrochen werden.
- 2005 die Besteigung des Dhaulagiri scheiterte am 8157 m hohen Vorgipfel wegen schlechter Verhältnisse und in Ermangelung eines Seiles. Ein Versuch an der Annapurna wird wegen Schlechtwetters abgebrochen.
- 2006 Gipfel des Dhaulagiri. Ein Versuch an der Annapurna wird wegen ständig abgehender Eislawinen auf 6600 Metern abgebrochen. Gipfel des K2, erste Italienerin, bis dahin erst siebente Frau der Welt, neben dem italienischen Paar erreichen in diesem Jahr insgesamt nur noch zwei weitere japanische Bergsteiger (jedoch mit zusätzlichem Sauerstoff) den Gipfel.
- 2007 Gipfel des Mount Everest, erster Gipfelerfolg einer Italienerin ohne Flaschen-Sauerstoff durch seine Ehefrau Nives Meroi. Ein Besteigungsversuch des Makalu in der Nachmonsunzeit scheitert oberhalb des Makalu La (7400 m) auf Grund zu großer Schneemengen, die zu zweit nicht bis zum Gipfel durchspurt werden konnten, keine andere Expedition war am Berg.
- 2007/2008 Versuch der Wintererstbesteigung des Makalu, stürmische Winde zerstören die aufgebauten Lager, dadurch Verlust aller Ausrüstung, Nahrungsvorräte und Kommunikationsgeräte, auf der Flucht zum Hillary Basecamp bricht sich Nives Meroi das Wadenbein.
- 2008 Manaslu zusammen mit der inzwischen wieder genesenen Ehefrau und Luca Vuerich, der Hauptgipfel wurde bereits 13 Tage nach Ankunft im Basislager erreicht, der Abstieg vom Gipfel ins Basislager mit Abbau aller Zwischenlager erfolgte in 10,5 Stunden. Auf 6900 Metern führte Leila Meroi, die Schwester von Nives Meroi und Verlobte von Luca Vuerich, höhenmedizinische Untersuchungen durch.
- 2009 Abbruch eines Versuches mit seiner Frau Nives Meroi an der Annapurna-Südwand wegen schlechter Gletscher- und Schneeverhältnisse. Nachdem ursprünglich bereits die Anreise zum Kangchendzönga aufgrund politischer Unruhen noch vor dem Annapurna-Versuch abgebrochen werden musste, erneute Rückkehr zum Kangchendzönga, Aufstieg musste jedoch nach Lager 3 auf ca. 7500 Metern Höhe wegen akuter Erschöpfungszustände Romano Benets beendet werden, ein Hirnödem konnte ausgeschlossen werden, Nives Meroi verzichtete entgegen den Beteuerungen ihres Mannes auf einen weiteren Aufstieg und brachte ihren Mann unter größten Schwierigkeiten alleine wieder ins Basislager.
- 2011 nach langer, krankheitsbedingter Pause Besteigung des Gran Paradiso (4061 m), im Herbst ist ein Himalaya-Trekking mit Freunden zum Mera Peak (6476 m) im Khumbu-Tal geplant.[3] Die Expedition verlief ohne Probleme und beide erreichten den Gipfel.
- 2012 Anfang April Aufbruch in den Himalaya, wo die Besteigung des Kangchendzönga geplant ist.[4]
- 2014 Romano Benet und Nives Meroi erreichen am 19. Mai den Gipfel des Kangchendzönga.[5]
- 2016: Am 12. Mai erreichen Nives Meroi und Romano Benet den Gipfel ihres 13. Achttausenders: dem Makalu.[6]
- 2017 Romano Benet und Nives Meroi stehen am 11. Mai auf dem Gipfel der Annapurna.[7]